# Steven Whittaker
Steven Gordon Whittaker (* 16. Juni 1984 in Edinburgh) ist ein ehemaliger schottischer Fußballspieler. Er begann seine Profikarriere in seiner Heimatstadt bei Hibernian Edinburgh. Von dort ging er zu den Glasgow Rangers, mit denen er drei Mal schottischer Meister wurde.

## Karriere

### Im Verein

#### Hibernian Edinburgh (2001–2007)
Whittaker wechselte von Hutchison Vale in die Jugendabteilung von Hibernian Edinburgh. Das Debüt für den Verein aus seiner Heimatstadt gab er am 12. Mai 2002 beim 1:0-Sieg gegen den FC St. Johnstone. In der Saison 2002/03 kam er zu weiteren Einsätzen und schaffte in der Saison darauf den Sprung in die Startelf. Während der Saison gelang ihm schließlich gegen Partick Thistle sein erster Treffer in der Liga und er erreichte mit Edinburgh das Ligapokalfinale. Bei der Niederlage gegen den FC Livingston kam er jedoch nicht zum Einsatz. In der Folge wurde er mit Hibernian in der Saison 2004/05 dritter in der SPL. Seinen einzigen Erfolg feierte er in seiner letzten Saison für Edinburgh, als er mit der Mannschaft den Ligapokal gegen FC Kilmarnock gewinnen konnte.

#### Glasgow Rangers (2007–2012)
Er verließ die Easter Road 2007 und schloss sich für £ 2.000.000 den Glasgow Rangers an. Im Ibrox traf er direkt bei seinem Debüt gegen den FC Falkirk. Im weiteren Verlauf der Saison konnte er mit den Rangers das Finale des UEFA-Pokals erreichen, in welchem er in der Startelf stand und in der 86. Minute durch Kris Boyd ersetzt wurde. Das Finale ging jedoch gegen Zenit Sankt Petersburg mit 2:0 verloren. Dennoch konnte er zehn Tage später mit den Rangers den Scottish FA Cup gegen Queen of the South gewinnen. Danach dominierte er mit den Rangers die Liga und gewann 2009 das Double, sowie in der Folge zwei weitere Male die Meisterschaft.

#### Norwich City (2012–2017)
Infolge der Insolvenz der Glasgow Rangers wechselte Whittaker im Sommer 2012 zu Norwich City.

#### Rückkehr zu Hibernian Edinburgh (2017–2020)
Im Juli 2017 wechselte Whittaker zurück zu Hibernian Edinburgh, wo er seine Karriere begonnen hatte.

#### Dunfermline Athletic (seit 2020)
Nachdem er Hibernian verlassen hatte, unterschrieb er einen Vertrag bis 2021 beim schottischen Zweitligisten Dunfermline Athletic.

### In der Nationalmannschaft
Sein Debüt in der schottischen U-21 Nationalmannschaft gab er unter Trainer Rainer Bonhof in einem Freundschaftsspiel gegen Spanien. Daraufhin kam er zu 14 weiteren Einsätzen und erzielte gegen Belarus sein einziges Tor, ehe er 2006 in einem EM-Qualifikationsspiel gegen die Ukraine erstmals im Kader der A-Nationalmannschaft stand. Erst drei Jahre später – nachdem er zudem ein Spiel für B-Nationalmannschaft bestritten hatte – gab er sein Debüt im Spiel gegen Norwegen. Es folgten 13 weitere Einsätze, wobei er letztmals im Jahre 2011 gegen Zypern eingesetzt wurde.

## Titel und Erfolge
Hibernian Edinburgh
- Schottischer Ligapokal (1): 2007

Glasgow Rangers

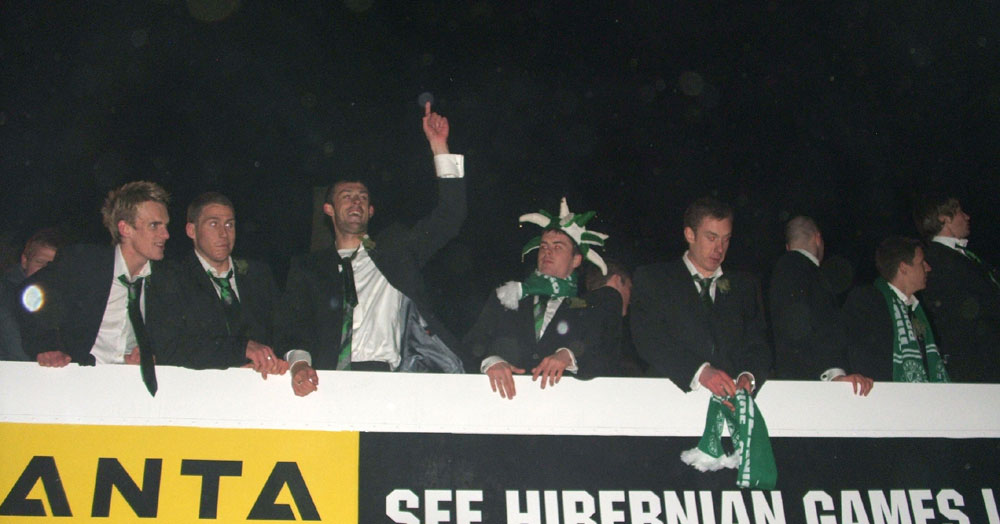
Der Ligapokalgewinn 2007

- Schottischer Meister (3): 2009, 2010, 2011
- UEFA-Cup Finalist (1): 2008
- Scottish FA Cup (2): 2008, 2009
- Schottischer Ligapokal (3): 2008, 2010, 2011